# Буревестник (Крым)
Буреве́стник (до 1948 года Сетки́н; укр. Буревісник, крымскотат. Setkin, Сеткин) — село в Нижнегорском районе Крыма. Согласно административно-территориальному делению России входит в состав Митрофановского сельского поселения Республики Крым, согласно административно-территориальному делению Украины — Митрофановского сельского совета Автономной Республики Крым.

## Население
| 2001 | 2014 |
| ---- | ---- |
| 491  | ↘311 |

Всеукраинская перепись 2001 года показала следующее распределение по носителям языка
| Язык             | Процент |
| ---------------- | ------- |
| русский          | 72.1    |
| крымскотатарский | 20.77   |
| украинский       | 5.7     |

### Динамика численности
| - 1805 год — 153 чел. - 1864 год — 9 чел. - 1889 год — 87 чел. - 1892 год — 21 чел. - 1900 год — 48 чел. - 1915 год — 0/36 чел. | - 1926 год — 188 чел. - 1939 год — 527 чел. - 1989 год — 387 чел. - 2001 год — 491 чел. - 2009 год — 419 чел. - 2014 год — 311 чел. |

## Современное состояние
На 2017 год в Буревестнике числится 4 улицы; на 2009 год, по данным сельсовета, село занимало площадь 150 гектаров на которой, в 133 дворах, проживало 419 человек. В селе действуют фельдшерско-акушерский пункт, сельский клуб, библиотека-филиал № 2.

## География
Буревестник — село на западе района, в степном Крыму, на обоих берегах Салгира в низовье долины, высота центра села над уровнем моря — 25 м. Соседние сёла: ниже по реке, в 600 м на востоке Митрофановка, выше по течению, в 1,7 км на запад Новогригорьевка и в 2,3 км севернее — Червоное. Расстояние до райцентра — около 8 километров (по шоссе), там же ближайшая железнодорожная станция — Нижнегорская (на линии Джанкой — Феодосия). Транспортное сообщение осуществляется по региональной автодороге 35К-014 Красногвардейское — Нижнегорский (по украинской классификации — Т-0110).

## История
Первое документальное упоминание села встречается в Камеральном Описании Крыма… 1784 года, судя по которому, в последний период Крымского ханства Секиен входил в Карасубазарский кадылык Карасъбазарскаго каймаканства. После присоединения Крыма к России (8) 19 апреля 1783 года, (8) 19 февраля 1784 года, именным указом Екатерины II сенату, на территории бывшего Крымского Ханства была образована Таврическая область и деревня была приписана к Левкопольскому, а после ликвидации в 1787 году Левкопольского — к Феодосийскому уезду Таврической области. После Павловских реформ, с 1796 по 1802 год, входила в Акмечетский уезд Новороссийской губернии. По новому административному делению, после создания 8 (20) октября 1802 года Таврической губернии, Сеткин был включён в состав Урускоджинской волости Феодосийского уезда.
По Ведомости о числе селении, названиях оных, в них дворов… состоящих в Феодосийском уезде от 14 октября 1805 года , в деревне Сатияно числилось 20 дворов и 153 жителя. На военно-топографической карте генерал-майора Мухина 1817 года деревня Сеткин обозначена с 32 дворами. После реформы волостного деления 1829 года Сеткин, согласно «Ведомости о казённых волостях Таврической губернии 1829 года», отнесли к Бурюкской волости (переименованной из Урускоджинской). На карте 1836 года в деревне 46 дворов, как и на карте 1842 года.
В 1860-х годах, после земской реформы Александра II, деревню приписали к Шейих-Монахской волости. Согласно «Памятной книжке Таврической губернии за 1867 год», деревня Сеткин была покинута жителями в 1860—1864 годах, в результате эмиграции крымских татар, особенно массовой после Крымской войны 1853—1856 годов, в Турцию и заселена русскими мещанами.
Согласно «Списку населённых мест Таврической губернии по сведениям 1864 года», составленному по результатам VIII ревизии 1864 года, Сеткин — владельческое русское сельцо с 3 дворами и 9 жителями при реке Салгире. На трёхверстовой карте 1865—1876 года на месте Сеткина обозначен хутор Рыковой с 3 дворами. В 1971 году в селении уже существовал деревянный мост через Салгир. По «Памятной книге Таврической губернии 1889 года», по результатам Х ревизии 1887 года, в деревне Сеткин числилось 15 дворов и 87 жителей. По «…Памятной книжке Таврической губернии на 1892 год» в безземельной деревне Сеткин, не входившей ни в одно сельское общество, был 21 житель, у которых домохозяйств не числилось.
После земской реформы 1890-х годов деревню приписали к Андреевской волости. По «…Памятной книжке Таврической губернии на 1900 год» в деревне Сеткин, входившей в Айкишское сельское общество, числилось 48 жителей в 7 дворах. По Статистическому справочнику Таврической губернии. Ч.II-я. Статистический очерк, выпуск пятый Феодосийский уезд, 1915 год, в экономии и на хуторе Таврического губернского земства Сеткин Андреевской волости Феодосийского уезда числилось 6 дворов (все дворы безземельные) с русским населением в количестве 36 человек «посторонних» жителей, из которых 20 мужчин и 16 женщин. При хуторе и в экономии числилось 1172 десятины удобной земли. В хозяйствах имелось 40 лошадей, 20 волов, 15 коров и 45 голов мелкого скота.
После установления в Крыму Советской власти, по постановлению Крымревкома № 206 «Об изменении административных границ» от 8 января 1921 года была упразднена волостная система и село вошло в состав Ичкинского района Феодосийского уезда, а в 1922 году уезды получили название округов. 11 октября 1923 года, согласно постановлению ВЦИК, в административное деление Крымской АССР были внесены изменения, в результате которых округа были отменены, Ичкинский район упразднили, включив в состав Феодосийского в состав которого включили и село. Согласно Списку населённых пунктов Крымской АССР по Всесоюзной переписи 17 декабря 1926 года, в селе Сеткин, Желябовского сельсовета Феодосийского района, числилось 38 дворов, все крестьянские, население составляло 188 человек, все русские. Постановлением ВЦИК «О реорганизации сети районов Крымской АССР» от 30 октября 1930 года был создан Сейтлерский район (по другим сведениям 15 сентября 1931 года) и село передали в его состав. По данным всесоюзная перепись населения 1939 года в селе проживало 527 человек.
После освобождения Крыма от фашистов, 12 августа 1944 года было принято постановление № ГОКО-6372с «О переселении колхозников в районы Крыма» и в сентябре 1944 года в район приехали первые новоселы (320 семей) из Тамбовской области, а в начале 1950-х годов последовала вторая волна переселенцев из различных областей Украины. С 25 июня 1946 года Сеткин в составе Крымской области РСФСР. Указом Президиума Верховного Совета РСФСР от 18 мая 1948 года, Сеткин переименовали в Буревестник. С 1950 года в село в составе колхоза «Большевик». 26 апреля 1954 года Крымская область была передана из состава РСФСР в состав УССР. Время включения в Митрофановский сельсовет пока не установлено: на 15 июня 1960 года село уже числилось в его составе. По данным переписи 1989 года в селе проживало 387 человек. С 12 февраля 1991 года село в восстановленной Крымской АССР, 26 февраля 1992 года переименованной в Автономную Республику Крым. С 21 марта 2014 года в составе Крыма аннексировано Россией.